# Белов, Олег Александрович
Оле́г Алекса́ндрович Бело́в (30 июля 1934, Новосибирск, РСФСР, СССР  — 16 февраля 2023, Санкт-Петербург) — советский и российский актёр театра и кино.

## Биография
Родился 30 июля 1934 года в Новосибирске.
До театрального института несколько лет танцевал на сцене как характерный танцовщик в плясовой группе Сибирского народного хора, в военном ансамбле песни и пляски, в Театре оперетты и бил чечётку на эстраде. Освоил гитару, фортепиано, русскую гармошку, банджо, барабаны-бонги и кастаньеты. Выпустил книжку стихов.
В 1961 году окончил Ленинградский государственный институт театра, музыки и кинематографии. По окончании института распределён на киностудию «Ленфильм», где сыграл практически все свои роли. Играл в Ленинградском Театре-студии киноактёра, был также штатным актёром.
В кино исполнял преимущественно роли второго плана. Среди киноработ наиболее заметной и запоминающейся стала роль Оливера Кромвеля в четырёхсерийном фильме Георгия Юнгвальд-Хилькевича «Мушкетёры двадцать лет спустя». У этого режиссёра Олег Белов снимался также в картинах «Весна двадцать девятого», «Туфли с золотыми пряжками» и «Сезон чудес». В некоторых кинофильмах исполнял песни. Член Союза кинематографистов России.
Скончался 16 февраля 2023 года на 89-м году жизни.

## Семья
- Первая жена — Валентина Белова (ум. в 1993), певица.
  - Сын от первого брака — Дмитрий Белов (род. 1963), компьютерный программист.
- Вторая жена (с 1978 по 1991 годы[5]) — Елена Драпеко (род. 1948), актриса, общественный и политический деятель.
  - Дочь от второго брака — Анастасия Драпеко (род. 03.04.1984)[6].
    - Внучка (дочь Анастасии) — Варвара (род. 2013).

## Фильмография
| Год  |     | Название                                                         | Роль                                                         |
| ---- | --- | ---------------------------------------------------------------- | ------------------------------------------------------------ |
| 1960 | ф   | Осторожно, бабушка!                                              | строитель клуба                                              |
| 1961 | ф   | Две жизни                                                        | солдат-гармонист                                             |
| 1961 | ф   | Полосатый рейс                                                   | матрос, (нет в титрах)                                       |
| 1962 | кор | Душа зовёт                                                       | рабочий, (нет в титрах)                                      |
| 1962 | ф   | После свадьбы                                                    | рабочий в колхозной мастерской                               |
| 1963 | ф   | Последний хлеб                                                   | шофёр из бригады Миши, (нет в титрах)                        |
| 1964 | ф   | Ноль три                                                         | сосед Лёшки                                                  |
| 1964 | ф   | Пока фронт в обороне                                             | солдат с телефоном                                           |
| 1964 | ф   | Помни, Каспар!                                                   | эпизод                                                       |
| 1965 | ф   | Принимаю бой                                                     | Карасев                                                      |
| 1965 | ф   | Заговор послов                                                   | рабочий                                                      |
| 1965 | ф   | Знойный июль                                                     | эпизод                                                       |
| 1965 | ф   | Музыканты одного полка                                           | полковой музыкант                                            |
| 1965 | ф   | Первый посетитель                                                | Князев                                                       |
| 1966 | ф   | Долгая счастливая жизнь                                          | гитарист, приятель Лены                                      |
| 1966 | ф   | На диком бреге                                                   | шофёр гитарист                                               |
| 1966 | ф   | Не забудь… станция Луговая                                       | старшина                                                     |
| 1967 | кор | Суд                                                              | помощник фельдшера                                           |
| 1968 | ф   | Виринея                                                          | селянин, (нет в титрах)                                      |
| 1968 | ф   | Старая, старая сказка                                            | музыкант, (нет в титрах)                                     |
| 1969 | ф   | Белый флюгер                                                     | матрос                                                       |
| 1969 | ф   | На пути в Берлин                                                 | солдат                                                       |
| 1969 | ф   | Развязка                                                         | Кузнецов                                                     |
| 1970 | ф   | Африканыч                                                        | Мишка                                                        |
| 1970 | ф   | Зелёные цепочки                                                  | Алексей Иванович Бураков                                     |
| 1970 | ф   | Любовь Яровая                                                    | член ревкома Хром                                            |
| 1970 | ф   | Салют, Мария!                                                    | советский летчик-интернационалист Риккардо Ривас (псевдоним) |
| 1972 | ф   | Пятая четверть                                                   | шофёр Кондрикова                                             |
| 1972 | ф   | Самые красивые корабли                                           | таксист                                                      |
| 1972 | ф   | Синие зайцы, или Музыкальное путешествие                         | эпизод, (нет в титрах)                                       |
| 1973 | ф   | Игра                                                             | милиционер Тёмушкин                                          |
| 1973 | ф   | Невероятные приключения итальянцев в России                      | эпизод                                                       |
| 1973 | ф   | О тех, кого помню и люблю                                        | капитан Чудов                                                |
| 1973 | кор | Пожар во флигеле, или Подвиг во льдах                            | завуч, (нет в титрах)                                        |
| 1974 | ф   | День приёма по личным вопросам                                   | шофёр                                                        |
| 1974 | ф   | Ксения, любимая жена Фёдора                                      | рабочий в столовой                                           |
| 1975 | ф   | Весна двадцать девятого                                          | Сергей Манаенков, инженер                                    |
| 1975 | ф   | Шаг навстречу                                                    | таксист, (нет в титрах)                                      |
| 1975 | ф   | Обретёшь в бою                                                   | Катрич                                                       |
| 1976 | ф   | Дневник директора школы                                          | старший лейтенант милиции, (нет в титрах)                    |
| 1976 | ф   | Огненный мост                                                    | Кузьма Порываев                                              |
| 1976 | ф   | Длинное, длинное дело                                            | следователь                                                  |
| 1976 | ф   | Обычный месяц                                                    | водитель Смердова                                            |
| 1976 | ф   | Строговы                                                         | урядник Никодим Софроныч Хлюпочкин                           |
| 1976 | ф   | Туфли с золотыми пряжками                                        | рыжий разбойник                                              |
| 1977 | ф   | Убит при исполнении                                              | эпизод                                                       |
| 1978 | ф   | Поздняя встреча                                                  | эпизод                                                       |
| 1978 | ф   | Уходя — уходи                                                    | Лёха                                                         |
| 1978 | ф   | Чужая                                                            | Бурыга, кинооператор                                         |
| 1979 | ф   | Десант на Орингу                                                 | Голуб                                                        |
| 1980 | ф   | Крутой поворот                                                   | санитар "скорой помощи", (нет в титрах)                      |
| 1980 | ф   | Пора летних гроз                                                 | Харченко                                                     |
| 1980 | ф   | У матросов нет вопросов                                          | мужчина в очках, в гостинице                                 |
| 1981 | ф   | Ленин в Париже                                                   | махновец                                                     |
| 1981 | ф   | Личная жизнь директора                                           | Амбаров, новый работник комбината, бригадир ремонтник        |
| 1981 | ф   | Приключения Шерлока Холмса и доктора Ватсона: Собака Баскервилей | кэбмен №2704                                                 |
| 1982 | ф   | Белый шаман                                                      | Игорь Семёнович Величко, заведующий районо                   |
| 1982 | ф   | Магистраль                                                       | пассажир                                                     |
| 1983 | ф   | Плыви, кораблик…                                                 | шофёр Фёдор                                                  |
| 1984 | ф   | Колье Шарлотты                                                   | Евдокимов                                                    |
| 1985 | ф   | Картина                                                          | Пётр Григорьевич Пашков                                      |
| 1985 | ф   | Сезон чудес                                                      | гость в доме Вадима                                          |
| 1986 | ф   | На перевале                                                      | Деев                                                         |
| 1987 | ф   | Поражение                                                        | Востриков                                                    |
| 1988 | ф   | Вы чьё, старичьё?                                                | милиционер                                                   |
| 1989 | ф   | Родные берега                                                    | полковник Кондратьев                                         |
| 1989 | ф   | Навеки - девятнадцатилетние                                      | эпизод                                                       |
| 1991 | ф   | Ржавчина                                                         | Кузьмич                                                      |
| 1992 | ф   | Мушкетёры двадцать лет спустя                                    | Кромвель                                                     |
| 1993 | ф   | Конь белый                                                       | эпизод                                                       |
| 1993 | ф   | Окно в Париж                                                     | милицейский начальник                                        |
| 1993 | ф   | Счастливый неудачник                                             | гармонист                                                    |
| 2000 | ф   | Империя под ударом                                               | Гитарист                                                     |
| 2001 | ф   | Агент национальной безопасности-3 (31 серия «Игра»)              | генерал                                                      |
| 2002 | ф   | Челябумбия                                                       | Олег Александрович, руководитель драмкружка                  |
| 2003 | ф   | Линии судьбы                                                     | полковник-военком                                            |
| 2003 | ф   | Демон полдня                                                     | водитель Гладышева                                           |
| 2003 | ф   | Танцор                                                           | начальник РУВД                                               |
| 2003 | ф   | Улицы разбитых фонарей 5                                         | подполковник Марков                                          |
| 2004 | ф   | Иванов и Рабинович                                               | Лёха Ничепорук, летчик-одессит                               |
| 2004 | ф   | Опера. Хроники убойного отдела                                   | охранник картинной галереи                                   |
| 2004 | ф   | Суперсемейка                                                     | Роберт (Боб) Парр / мистер Исключительный                    |
| 2005 | ф   | Фаворский                                                        | Иван Ермолаевич                                              |
| 2012 | ф   | Склифосовский                                                    | Тарасюк                                                      |